# Kolešovský jasan
Kolešovský jasan je solitérní památný strom, jasan ztepilý (Fraxinus excelsior), který roste severozápadně od vesnice Močidlec, části obce Pšov ve východním cípu okresu Karlovy Vary v Karlovarském kraji. Roste uprostřed rozlehlé louky Divišovky nalevo od silnice do Kolešova. Esteticky působivý strom je ve velmi dobrém zdravotním stavu, obvod kmene měří 319 cm. Bohatá koruna s mnoha větvemi dosahuje do výšky 14,5 m (měření 2014).
Za památný byl vyhlášen v prosinci 2011 jako krajinná dominanta a strom významný vzrůstem. 
Strom rostl do 50. let 20. stol. při křižovatce polních cest, u níž stál také jednoduchý litý železný kříž na podstavci. 
Cesty zanikly při scelování polností v 50. letech, solitérní strom však byl zachován. Kříž nazývaný někdy Polní kříž je zmiňován v mapách z roku 1841 a dle pověsti byl postaven na památku sedláka, který zde zahynul po zásahu bleskem při svážení obilí. Torzo kříže pod památným stromem spolu s rozvalenými okolními sloupky čeká na rekonstrukci. 

## Stromy v okolí
- Žlutický dub
- Jakoubkova lípa
- Mikulášské lípy